# Курія (Верховний суд Угорщини)
Курія (Верховний суд Угорщини, угор. Kúria) — вищий судовий орган, який очолює судову систему Угорщини. У теперішньому вигляді утворений 1949 року, теперішня офіційна назва — від 2012 року. Складається з 91 судді. Курія забезпечує узгоджене застосування закону судами та виносить відповідні рішення, обов’язкові для судів.

## Історія
Від часів Середньовіччя найвищою судовою інстанцією в Угорщині спочатку була curia regis, тобто королівський суд. У ході історичного розвитку роль судді короля взяли на себе палатин, регіональний суддя та королівський особистий службовець, а від 1723 року було також створено курію (угор. A Magyar Királyi Kúria), незалежну від королівського суду, що складалася з колегії з семи осіб (Tabula septemviralis)  і королівської колегії (Tabula regia judiciaria).
Після поразки у війні за незалежність 1848-49 рр. незалежна гілка судової влади в Угорщині була скасована, а угорська судова організація була інтегрована в судову систему імперії Габсбургів. 
Проте, 3 квітня 1861 року вищу судову інстанцію для Угорщини під назвою Королівської курії (A Királyi Kúria) було відновлено та урочисто відкрито, що було оцінено тогочасною пресою як відродження незалежного угорського судочинства.
Курія як вищий судовий орган проіснувала до 1949 року, коли була прийнята соціалістична конституція, яка заснувала Верховний суд Угорської Народної Республіки.
Верховний суд Угорщини діяв до кінця 2011 року, коли в Угорщині було запроваджено судову реформу (з 1 січня 2012 року) і вищий судовий орган знову отримав офіційну назву Курія.

## Склад Курії
Кількість суддів Курії — 91[уточнити]. Курію очолює її Голова.

## Повноваження
Правовою основою діяльності судових органів (у т.ч. Курії) в Угорщині є Конституція, Закон "Про організацію та діяльність судів" (Закон № CLXI 2011 р.), Закон "Про статус та оплату праці суддів" (Закон № CLXII 2011 р.) та інші акти.
Курія згідно зі статтею 24 Закону "Про організацію та діяльність судів" наділена такими повноваженнями: (a) виносить рішення у справах, передбачених Законом, щодо апеляцій на рішення трибуналу або суду апеляційної інстанції; (b) виносить рішення за клопотаннями про перегляд, у зв’язку з нововиявленими обставинами, рішень суду, що набрали законної сили; (c) ухвалює керівні рішення про єдність судової практики (jogegységi határozat), які є обов’язковими для всіх судів; (d) аналізує судову практику в справах, рішення за якими набрали законної сили, досліджує та вивчає судову практику; (e) публікує принципові судові рішення (elvi bírósági határozat) [ухвалені Курією] і принципові судові ухвали (elvi bírósági döntés) [ухвалені судами нижчих інстанцій]; (f) виносить рішення щодо розбіжностей між місцевими актами та іншим законодавством і про їх скасування; (g) виносить рішення щодо фактів недотримання органами місцевого самоврядування встановлених законом зобов’язань; (h) діє в інших справах, що належать до її компетенції .

### Додаткові посилання
- Sereg, P. (2022). A legfelsőbb bírói fórumhoz fordulás joga történeti aspektusból, avagy a 160 éve helyreállított Királyi Curia szervezeti kérdései. Miskolci Jogi Szemle, 16(5), 527-540. (= link)
- Harmathy Attila. Jogrendszerünk átalakulásáról
- Replies of Hungaryto the Questionnaire of the Special Rapporteur on the independence ofjudges and lawyers. Basic information on the Hungarian Judicial system
- XVI. fejezet. A bíróságok // Petrétei József – Tilk Péter: Magyarország alkotmányjogának alapjai. Kodifikátor Alapítvány, Pécs, 2014.